# Fantastic Beasts: Cases From the Wizarding World
Fantastic Beasts: Cases From the Wizarding World ist ein Wimmelbild-Videospiel aus dem Jahr 2016, das von Mediatonic und WB Games San Francisco entwickelt und von Warner Bros. Interactive Entertainment veröffentlicht wurde. Das Spiel wurde am 17. November 2016 für Android und iOS veröffentlicht. Es wurde am 10. Dezember 2019 aus dem App Store und aus Google Play entfernt und am 14. Januar 2020 offiziell geschlossen.

## Spielinhalt
In Fantastic Beasts: Cases From the Wizarding World kontrollierte der Spieler einen neuen Rekruten der Tierwesenbehörde in der Abteilung für die Regulierung und Kontrolle magischer Kreaturen des Zaubereiministeriums. Beim Besuch von Orten wie der Winkelgasse, Hogsmeade und The Leaky Cauldron untersuchte der Spieler ungeklärte Ereignisse, indem er versteckte Objekte entdeckt, Beweise analysiert, Zauber wirkt und Tränke braut, um die magischen Kreaturen im Zentrum jedes mysteriösen Falls aufzudecken und zu beschützen.

## Entwicklung
Das Spiel wurde vom britischen Studio Mediatonic in Zusammenarbeit mit WB Games San Francisco entwickelt. Die Entwickler des Spiels besuchten die Warner Bros. Studio Tour London – The Making of Harry Potter, um Objekte aus der Harry-Potter-Filmreihe so nah wie möglich nachzubilden.

## Veröffentlichung
Das Spiel wurde am 17. November 2016 für Android und iOS veröffentlicht, dem Tag an dem der Film Phantastische Tierwesen und wo sie zu finden sind in die deutschen Kinos startete.